# Timothy (tortuga)

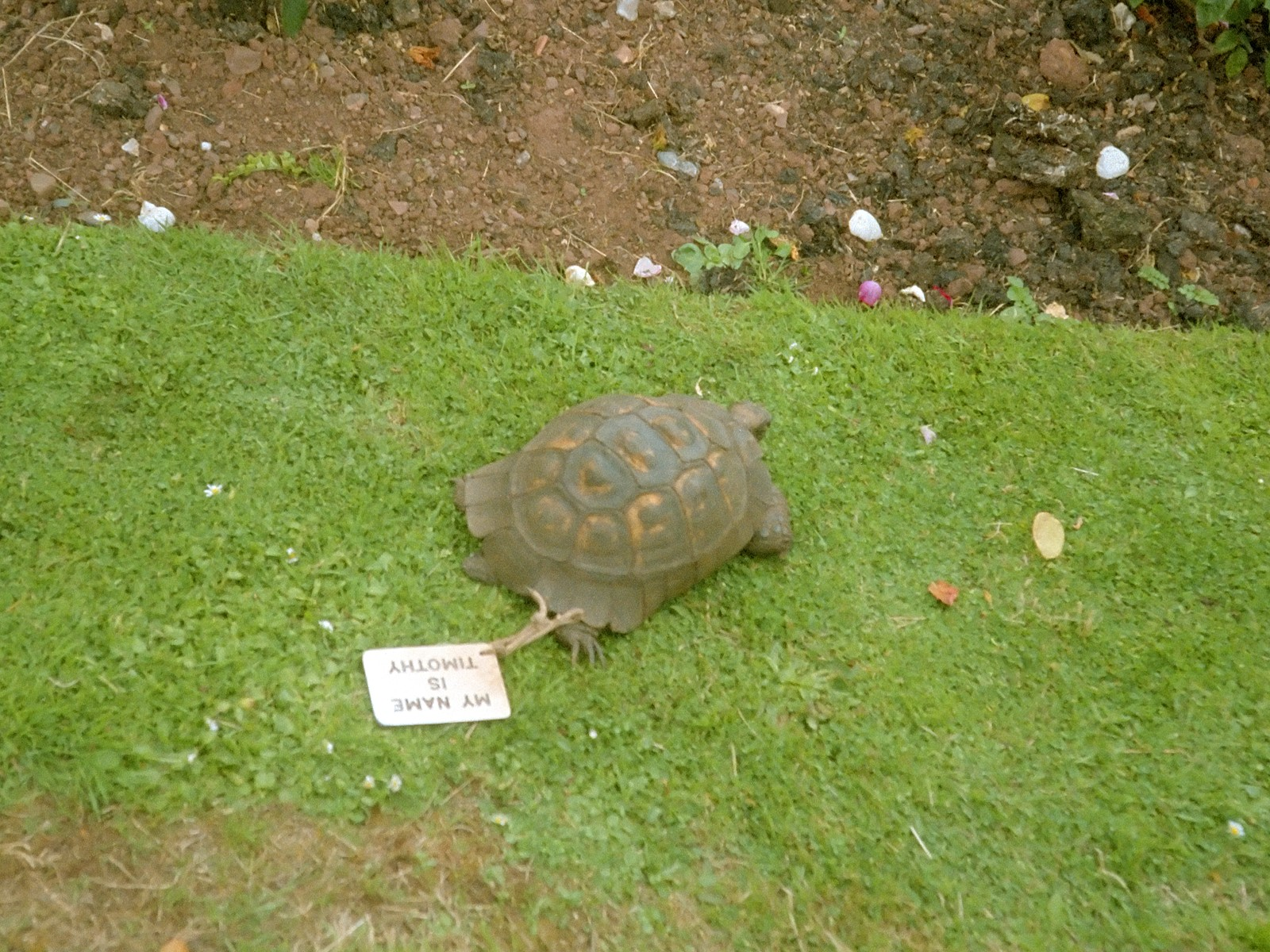
Timothy en 1993. La etiqueta adjunta dice: "Mi nombre es Timothy. Estoy muy viejo, por favor no me recoja".

Timothy (c. 1844 - 3 de abril de 2004) fue una    tortuga mediterránea de 5 kilos (11 libras) de espolón que se pensaba que tenía aproximadamente 160 años de edad al momento de su muerte. Esto la convirtió en la residente más antigua conocida del Reino Unido. A pesar de su nombre, Timothy era hembra, una confusión debida a que no se sabía cómo comprobar el sexo de una tortuga en el siglo XIX. Timothy recibió su nombre de una tortuga que Gilbert White tuvo anteriormente.

## Biografía
Se cree que Timothy nació en las costas mediterráneas de Turquía y fue encontrado a bordo de un navío corsario portugués en 1854, teniendo alrededor de 10 años, edad datada por el capitán John Guy Courtenay-Everard, de la Royal Navy. La tortuga sirvió como mascota en una serie de buques de la Armada hasta 1892. Fue la mascota del buque HMS Queen durante el primer bombardeo de Sebastopol en la Guerra de Crimea (fue la última superviviente de esta guerra), luego se mudó al HMS Princess Charlotte, seguido por el HMS Nankin. Después de su servicio naval, se retiró para vivir su vida en tierra firme, acogida por el conde de Devon en su casa, el Castillo de Powderham. Desde 1935 vivió en el jardín de rosas del castillo y era propiedad de Camilla Gabrielle Courtenay (1913-2010), la hija del 16° conde de Devon. En la parte inferior de su caparazón tenía grabado "¿Dónde me he caído? ¿Qué he hecho?", traducción inglesa del lema de la familia Courtenay ubi lapsus, quid feci.
En 1926, los dueños de Timothy decidieron que debería aparearse y entonces se descubrió que "él" era en realidad una hembra. A pesar de esta información útil, los intentos de apareamiento no tuvieron éxito. 
Timothy falleció el 3 de abril de 2004, alrededor de los 160 años, y está enterrada cerca del lugar de su muerte en el Castillo de Powderham.